# Radio- och TV-lagen
Radio- och TV-lagen (SFS 2010:696) är en lag i Sverige som reglerar sändning av TV-program och ljudradio.
Tillstånd att sända ges av regeringen om sändningarna finansieras med tv-avgift och i övrigt av Myndigheten för radio och tv. Tillstånden kan förenas med villkor. För de villkor som gäller för tv-sändningar via marknätet, se artikeln Sändningstillstånd.
Lagen trädde i kraft 1 augusti 2010, och innebar bland annat liberalare regler för TV-reklam. Innan dess gällde Radio- och TV-lagen (SFS 1996:844).

## Demokratiparagrafen
En i offentlighen ofta åberopad del i lagen är demokratiparagrafen, eller demokratibestämmelsen, vilken avser 5 kap 1 §:
| ”                     | En leverantör av medietjänster som tillhandahåller tv- sändning, beställ-tv eller sökbar text-tv ska se till att programverksamheten som helhet präglas av det demokratiska statsskickets grundidéer och principen om alla människors lika värde och den enskilda människans frihet och värdighet. | „ |
| – Demokratiparagrafen | |   |